# P-son-en
 (janvier 2019).
Si vous disposez d'ouvrages ou d'articles de référence ou si vous connaissez des sites web de qualité traitant du thème abordé ici, merci de compléter l'article en donnant les références utiles à sa vérifiabilité et en les liant à la section « Notes et références ».
Dans la mythologie abénaquise, P-son-en est un esprit en forme d'aigle qui provoque la neige en ouvrant ses ailes.